# Svenja Greunke
Svenja Greunke (geboren am 22. Juli 1989 in Langen (Hessen)) ist eine deutsche Basketball-Nationalspielerin. Sie wird auf den Positionen Small Forward, Power Forward und bei Bedarf auch als Centerin eingesetzt. Die Größe der Spielerin wird in verschiedenen Quellen mit 1,87 m  und 1,88 m unterschiedlich angegeben.

## Leben
Svenja Greunke stammt aus einer basketballbegeisterten Familie. Bereits ihr Opa spielte Basketball. Auch ihre Mutter frönte diesem Sport. Ihre Schwester Mara spielt in der 2. Damen-Basketball-Bundesliga und ihr Vater ist der ehemalige Nationalspieler und Langener Rekordspieler Rainer Greunke. Svenja Greunke ist in Langen aufgewachsen und hat das Basketballspielen beim dort beheimateten TV Langen erlernt.

## Basketball-Karriere
Bis 2015 war sie ihrem Heimatverein treu und spielte in dessen Jugendmannschaften und letztlich bei den Rhein-Main Baskets,  der gemeinsamen Bundesligamannschaft ihres Heimatvereines und des TV Hofheim. Mit den Rhein-Main-Baskets stieg sie bis in die 1. Damen-Basketball-Bundesliga auf. Mit den Rhein-Main-Baskets erreichte sie 2012 und 2015 den zweiten Platz im Deutschen Pokal sowie den Vizemeistertitel 2013. Nachdem die Rhein-Main-Baskets 2015 aus personellen Gründen die 1. Mannschaft aus der ersten Liga zurückzogen, wechselte Svenja Greunke zum BC Marburg. In der Saison 2016/17 wurde sie vom Internetportal eurobasket.com zur besten Innenspielerin der Bundesliga gewählt. In Marburg blieb sie bis 2018.
Im Juli 2018 gab der französische Zweitligist Toulouse Metropole Basket Greunkes Verpflichtung bekannt.

## Nationalmannschaft
Ihr erstes A-Länderspiel bestritt Svenja beim 67:52 gegen Bulgarien am 13. Mai 2011. Es folgten 53 weitere Einsätze in der Nationalmannschaft (Stand April 2022).

## Erfolge
- 2 mal Siegerin mit der Basketball-Schulmannschaft  bei Jugend trainiert für Olympia in Berlin
- 2007 Deutsche Meisterin mit der A-Jugend des TV Langen
- 2010 Nachwuchsspielerin des Jahres in der 1. Bundesliga[6]